# Holger Kuße
Holger Kuße (* 1964 in Osnabrück) ist ein deutscher Slavist.

## Leben
Nach dem Studium der Russistik, Slavischen Philologie, Evangelischen Theologie und Pädagogik in Mainz, Wien und Frankfurt am Main war er von 1993 bis 2002 wissenschaftlicher Mitarbeiter am Seminar für Slavische Philologie der Universität Frankfurt am Main. Nach der Promotion 1997 zur konjunktionalen Koordination in russischen Predigten und politischen Reden vertrat er 2004/2005 die Professur für Slavische Sprachwissenschaft und Sprachgeschichte am Institut für Slavistik der Technischen Universität Dresden. Nach der Habilitation 2002 zur metadiskursiven Argumentation im russischen philosophischen Diskurs von Lomonosov bis Losev wurde er 2005 auf die Professur für Slavische Sprachwissenschaft und Sprachgeschichte am Institut für Slavistik der TU Dresden berufen.
Seine Forschungsschwerpunkte sind Sprachtheorie (insbes. zum Verhältnis von Semantik und Pragmatik), Kulturwissenschaftliche Linguistik, Diskurs- und Argumentationslinguistik, Semantik und Pragmalinguistik slavischer Gegenwartssprachen, Historische Pragmatik, Untersuchungen zu Diskursen und Sprachvarietäten (insbes. russischer philosophischer Diskurs, politischer und religiöser Diskurs sowie Werbung in der Slavia) und weitere Aspekte der sprachlich-kulturellen Wechselwirkung (z. B. interkulturelle Kommunikation, Schriftlinguistik).

## Schriften (Auswahl)
- Konjunktionale Koordination in Predigten und politischen Reden. Dargestellt an Belegen aus dem Russischen. München 1998, ISBN 3-87690-689-X.
- Metadiskursive Argumentation. Linguistische Untersuchungen zum russischen philosophischen Diskurs von Lomonosov bis Losev. München 2004, ISBN 3-87690-884-1.
- Lev Tolstoj und die Sprache der Weisheit. Göttingen 2010, ISBN 978-3-525-56004-4.
- Kulturwissenschaftliche Linguistik. Eine Einführung. Göttingen 2012, ISBN 3-8252-3745-1.
- Karl Mays Friedenswege. Sein Werk zwischen Völkerstereotyp und Pazifismus. Hrsg. von Holger Kuße. Bamberg, Radebeul 2013, ISBN 978-3-7802-0198-0.
- [Koch, Eckehard] Auch im Osten der Wilde Westen. Karl May und die Russische Ausdehnung in Asien. Bamberg, Radebeul 2017, ISBN 978-3-7802-0562-9.
- [Christof Heinz] Slawischer Sprachvergleich für die Praxis. Lern- und Erschließungsstrategien. Floskeln für den Alltag. Grammatik. Wörterverzeichnis. Hörmaterialien. München u. a. 2015, ISBN 978-3-86688-407-6.
- [Norman, Boris] Лингвистика в саду. Введение в теорию семантической инвариантности. Ekaterinburg, Moskau 2018, ISBN 978-5-7584-0252-8.
- Aggression und Argumentation. Mit Beispielen aus dem russisch-ukrainischen Konflikt. Wiesbaden 2019, ISBN 978-3-447-11232-1.
- Агрессия и аргументация. С примерами из российко-украинского конфликта. Перевод с немецкого М. Новосоловой. Vynnyca, 2019, ISBN 978-617-7721-11-5.
- [Norman, Boris] Русский язык за пределами России. Ekaterinburg, Moskau 2020, ISBN 978-5-6044025-6-6.
- Handlung als Wirkung. Perlokutionen und perlokutionäre Interaktion in der russischen Sprach- und Kommunikationsgeschichte. Stuttgart, 2021, ISBN 978-3-515-13148-3.
- Культуроведческая лингвистика. Введение. Перевод с немецкого М. Новосоловой. Moskau 2022, ISBN 978-5-94244-079-4.